# Géza Lakatos
Géza Lakatos de Csíkszentsimon (ur. 30 kwietnia 1890 w Budapeszcie, zm. 21 maja 1967 w Adelaide) – węgierski generał i polityk.

## Życiorys

### Wojskowy
W 1910 ukończył Akademię Wojskową Cesarzowej Ludwiki (Ludovika-Akadémia). Już na początku wojny we wrześniu 1914 zginął jego brat-bliźniak Kálmán, z którym razem zaciągnęli się do wojska. Lakatos ranny na froncie wschodnim podczas I wojny światowej został skierowany do pracy sztabowej. Po wojnie wykładał w Ludovice, potem pracował w ministerstwie obrony. W 1925 odznaczono go Orderem Vitéza.
Od 1928 do 1931 był attaché wojskowym w ambasadzie w Pradze. W 1941 awansował do stopnia generała broni, dwa lata potem generała armii.
1 maja 1943 objął dowództwo węgierskich oddziałów okupacyjnych na froncie wschodnim, następnie od 5 sierpnia 1943 do 1 kwietnia 1944 dowodził węgierską 2. Armią, spustoszoną klęską pod Woroneżem i Pawłowskiem nad Donem, następnie od 1 kwietnia do 15 maja 1944 był dowódcą 1. Armii. 24 maja 1944 otrzymał od Adolfa Hitlera Krzyż Rycerski Krzyża Żelaznego za dowodzenie w walkach pod Nadwórną i Kołomyją z Armią Czerwoną.

### Premier
Po obaleniu na polecenie regenta Miklósa Horthyego proniemieckiego rządu Döme Sztójaya, od 29 sierpnia do 15 października 1944 sprawował funkcję premiera Węgier. Wstrzymał deportacje Żydów węgierskich do Auschwitz-Birkenau, rozpoczęte po wkroczeniu Wehrmachtu i SS na Węgry w marcu 1944 (Operacja Margarethe), a nawet wydalił z Węgier kierującego akcją Adolfa Eichmanna. Podjął rozpoczęte przez premiera Miklósa Kállaya, i przerwane po okupacji Węgier przez Niemców, rozmowy z aliantami zachodnimi o wycofaniu Węgier z wojny po stronie III Rzeszy i przejściu na stronę koalicji antyhitlerowskiej, a później na żądanie aliantów zachodnich rozmowy z ZSRR o zawieszeniu broni. Stracił urząd po obaleniu przez Niemców Miklósa Horthyego i przekazaniu przez Hitlera władzy na Węgrzech strzałokrzyżowcom.

### Schyłek wojny i okres powojenny
Do końca wojny pozostał w areszcie domowym strzałokrzyżowców w Tihany na północnym brzegu Balatonu, następnie w Győrze i Sopronie. Od 1 kwietnia 1945 do 29 stycznia 1946 był internowany w Kiskőrös przez Sowietów. Uwolniono go po interwencji premiera Ferenca Nagya. Wiosną 1949 odebrano mu emeryturę. Z przyjaciółmi w podobnej sytuacji podjął się malowania jedwabnych chust, a córka ilustrowała książki. 20 czerwca 1951 w ramach komunistycznych prześladowań członków przedwojennych elit wysiedlono ich z Budapesztu na wieś do komitatu Hajdú przy granicy z Rumunią. Wraz z córką i synem pracował tam ciężko na roli w regionie Hortobágy. Gdy zachorował na chorobę wrzodową żołądka, lekarze szpitalni ostrzegli go przed dalszą pracą fizyczną i wydali odpowiednie zaświadczenia, dzięki czemu uzyskał zgodę milicji na zmianę zajęcia. Zaczął zarabiać ucząc rysunku i malarstwa, malując także jedwabne szale, chusteczki, święte obrazki, zakładki do modlitewników i pocztówki.
W 1953 nowy premier Imre Nagy zawiesił przepisy o wysiedlaniu na wieś i Lakatos zamieszkał w Érd pod Budapesztem, w dalszym ciągu utrzymując się z malowania na jedwabiu i świątecznych pocztówek, potem mógł wrócić do stolicy. Po stłumieniu przez Armię Radziecką powstania węgierskiego w 1956 jego dzieci udały się na emigrację. W 1965 Lakatos wyjechał do Australii, korzystając z pozwolenia na odwiedziny mieszkającej tam od 1957 córki. Zmarł na udar mózgu dwa lata później.
W 1981 opublikowano jego wspomnienia Ahogyan én láttam. Visszaemlékezések (pol. Tak jak to widziałem. Wspomnienia).

## Odznaczenia
- Order Vitéza, 1925
- Krzyż Żelazny, 1914, druga i pierwsza klasa; odnowienie 1939
- Krzyż Rycerski Krzyża Żelaznego, 24 maja 1944
- Order Zasługi (Magyar Érdemkereszt)
- Order Korony Żelaznej
- Medal Zasługi Wojskowej Signum Laudis
- Krzyż Zasługi Wojskowej[4]